# チトラレーカー
チトラレーカー（梵: चित्रलेखा, Citralekhā）は、インド神話に登場するアスラ族の女性である。アスラ王バーナに仕える大臣クムバーンダ（Kumbhānda）の娘で、バーナの娘ウーシャーの友人。

## 神話
ある日のこと、友人のウーシャーが目覚めるやいなや大声を上げた。チトラレーカーはその声を聞いて心配し、理由を聞いた。ウーシャーは女神パールヴァティーの助言通りにしたところ、今し方見た夢に美しい王子が現れて、その王子と愛し合ったことを話した。しかしウーシャーはその男性が誰なのか知らなかった。そこでチトラレーカーは神々、ガンダルヴァ、シッダ、チャーラナ、ナーガ、ダイティヤ、ヴィディヤーダラ、ヤクシャ、人間といった各種族の中から著名な人物の似顔絵を描いてウーシャーに見せた。するとウーシャーはアニルッダという人間の若者の似顔絵を見たとき、恥じらいながら「この人だわ」と叫んだ。しかし実はその人物はプラデュムナの息子、すなわちアスラの天敵であるヴィシュヌ神の化身クリシュナの孫にあたる人物であった。チトラレーカーが呪文（マントラ）の力でウーシャーの部屋にアニルッダを召喚し、ウーシャーとアニルッダは幸福な日々を過ごしたが、バーナがそのことを知ると怒ってアニルッダを監禁した。
その後、アニルッダの監禁がきっかけで戦争が起きた。チトラレーカーはバーナ側に立って、熱病を振りまく魔法を使い戦った。
なお、チトラレーカーは九曜（ナヴァグラハ）の一員とされる、アスラのケートゥの妻であるとされる。